# アンドリュー・チーチー・ヤオ
アンドリュー・チーチー・ヤオ（Andrew Chi-Chih Yao、中国語: 姚期智; 拼音: Yáo Qīzhì、1946年12月24日 - ）は、計算機科学者にして計算理論家。ミニマックス法を用い今日「ヤオの法則」として知られる理論を証明した。

## 経歴
1946年、中国上海に生まれた。国立台湾大学で物理学を学び、1972年にハーバード大学で物理学の博士号を取得した。1975年にはイリノイ大学アーバナ・シャンペーン校で計算機科学の博士号を取得している。
1996年、クヌース賞を受賞。2000年、「計算複雑性理論に基づく擬似乱数、暗号理論、通信複雑性などの計算理論への基本的貢献に対して」チューリング賞を授与された。
1982年から1986年までスタンフォード大学で正教授を務めた。1996年から2004年までプリンストン大学で工学と応用科学の教授を務め、アルゴリズムと複雑性の研究を続けた。2010年、中国北京の清華大学高等研究センター (CATSU) の教授となり、同大学理論計算機科学研究センター (ITCS) のセンター長となった。香港中文大学でも教授を務めた。2015年に中国系初のノーベル賞受賞者であった楊振寧とともにアメリカ市民権を放棄し、中華人民共和国籍を取得した。
米国科学アカデミーの会員、アメリカ芸術科学アカデミーのフェロー、アメリカ科学振興協会のフェローなども務めている。中国科学院の院士。

## 受賞・栄典
- 1996年：クヌース賞を受賞。
- 2000年：チューリング賞を「計算複雑性理論に基づく擬似乱数、暗号理論、通信複雑性などの計算理論への基本的貢献に対して」受賞。アジア系では初めての受賞であった。
- 2021年：京都賞先端技術部門受賞。

## 家族・親族
- 妻：フランシス・ヤオ（英語版）も理論計算機科学の研究者として知られている。